# Église Saint-Joseph (Coblence)
Pour les articles homonymes, voir Église Saint-Joseph.
L'église Saint-Joseph est une église catholique de la banlieue sud de Coblence en Allemagne bâtie à la fin du XIXe siècle dans le style néo-gothique. Sa construction est devenue nécessaire en 1890 parce qu'il y avait trop peu d'édifices religieux pour les croyants en raison de l'expansion de la ville.
Depuis 2002, l'église Saint-Joseph fait partie du patrimoine mondial de l'UNESCO pour la Vallée du Haut-Rhin moyen.

## Source
- (de) Cet article est partiellement ou en totalité issu de l’article de Wikipédia en allemand intitulé « St. Josef (Koblenz) » (voir la liste des auteurs).